# Saint-Huruge
Saint-Huruge település Franciaországban, Saône-et-Loire megyében. Lakosainak száma 52 fő (2022. január 1.). Saint-Huruge Burzy, Saint-Martin-la-Patrouille, Sigy-le-Châtel és Bonnay-Saint-Ythaire községekkel határos.

## Népesség
A település népessége az elmúlt években az alábbi módon változott:
| Lakosok száma | 57   | 55   | 53   | 52   | 51   | 51   | 52   | 52   |
|               | 2013 | 2015 | 2017 | 2018 | 2019 | 2020 | 2021 | 2022 |